# Coleophora fuscoaenea
Coleophora fuscoaenea là một loài bướm đêm thuộc họ Coleophoridae. Nó được tìm thấy ở Israel và Ai Cập.
Chiều dài cánh trước là 6.5–9 mm đối với con đực and 6–7 mm đối với con cái. Con trưởng thành bay từ tháng 3 đến tháng 4.